# 阿圖爾麥格雷戈市

阿圖爾麥格雷戈市（西班牙語：Municipio Sir Arthur Mc Gregor），是委內瑞拉的一個市，位於該國東北部安索阿特吉州，首府設於埃爾查帕羅，面積1,115平方公里，2007年人口9,434，人口密度為每平方公里8.5人。